# Kramsach
Kramsach est une commune autrichienne du district de Kufstein dans le Tyrol.